# Fábrica Gal (Madrid)
La fábrica Gal fue una fábrica de perfumes y jabones ubicada en la ciudad española de Madrid, perteneciente a Perfumería Gal. Construida a comienzos del siglo XX, fue destruida en la segunda mitad del mismo siglo.

## Descripción

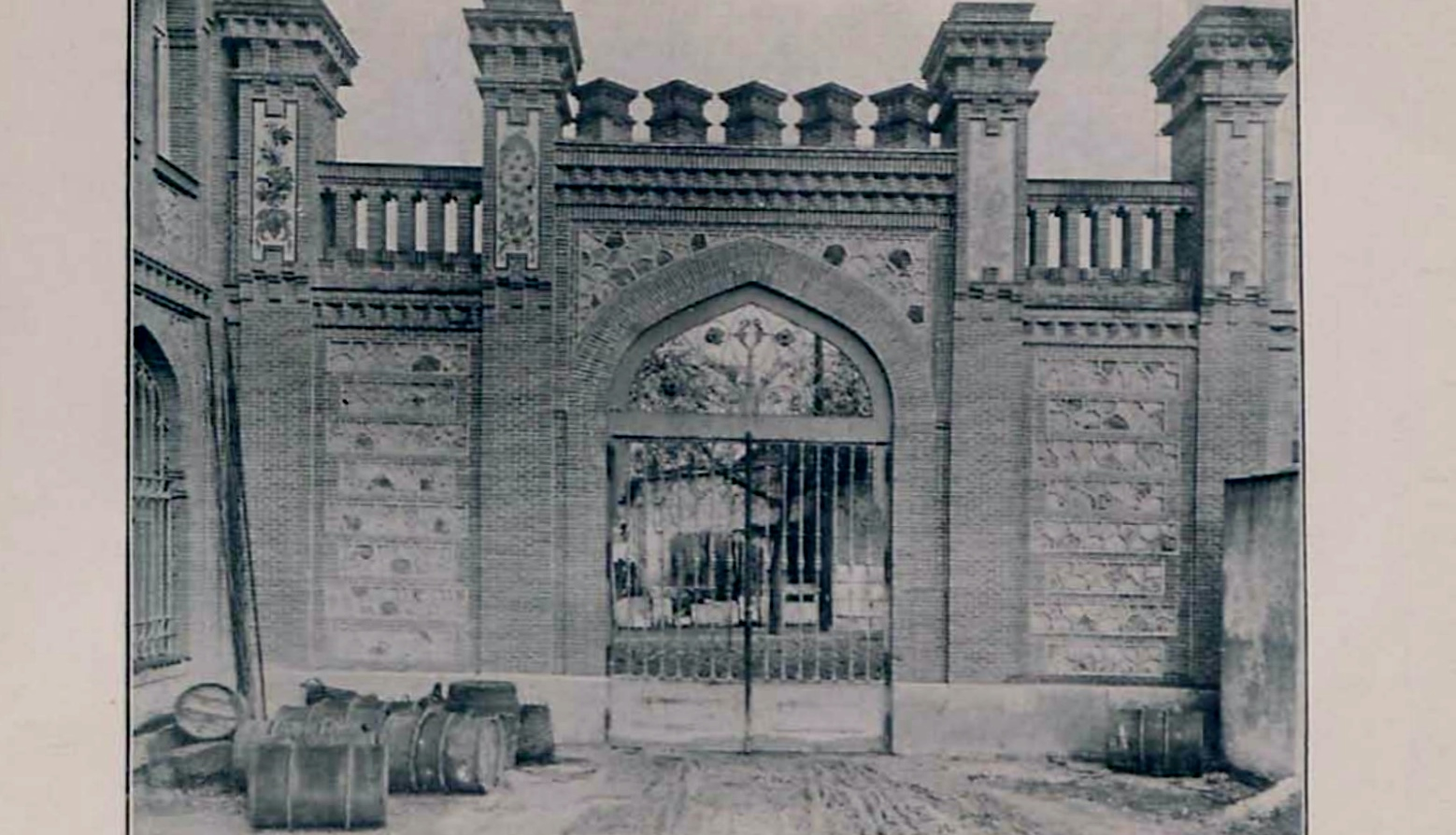
Detalle de una puerta del inmueble

Se levantó entre 1913 y 1915. El edificio se ubicaba en la parte final de la calle de la Princesa, entre las calles de Isaac Peral, Fernández de los Ríos, Fernando el Católico e Hilarión Eslava.
El edificio fue proyectado por el arquitecto logroñés Amós Salvador Carreras. Las obras fueron dirigidas por Celestino Madurell y Munué. Era de estilo neomudéjar y modernista, utilizaba ladrillo para sus fachadas y tenía planta de polígono irregular de nueve lados. Tras los daños sufridos durante la Guerra Civil, pues se encontraba próxima al frente, fue restaurada, hasta que en 1963 se trasladaron a unas nuevas instalaciones en Alcalá de Henares. Reemplazando a la fábrica de Moncloa se levantó el conjunto residencial Galaxia.
Todavía queda una vivienda de la fábrica en la esquina de la calle Isaac Peral con la calle Fernández de los Ríos, que actualmente es una residencia femenina.